# جامعة الإمام الحسين

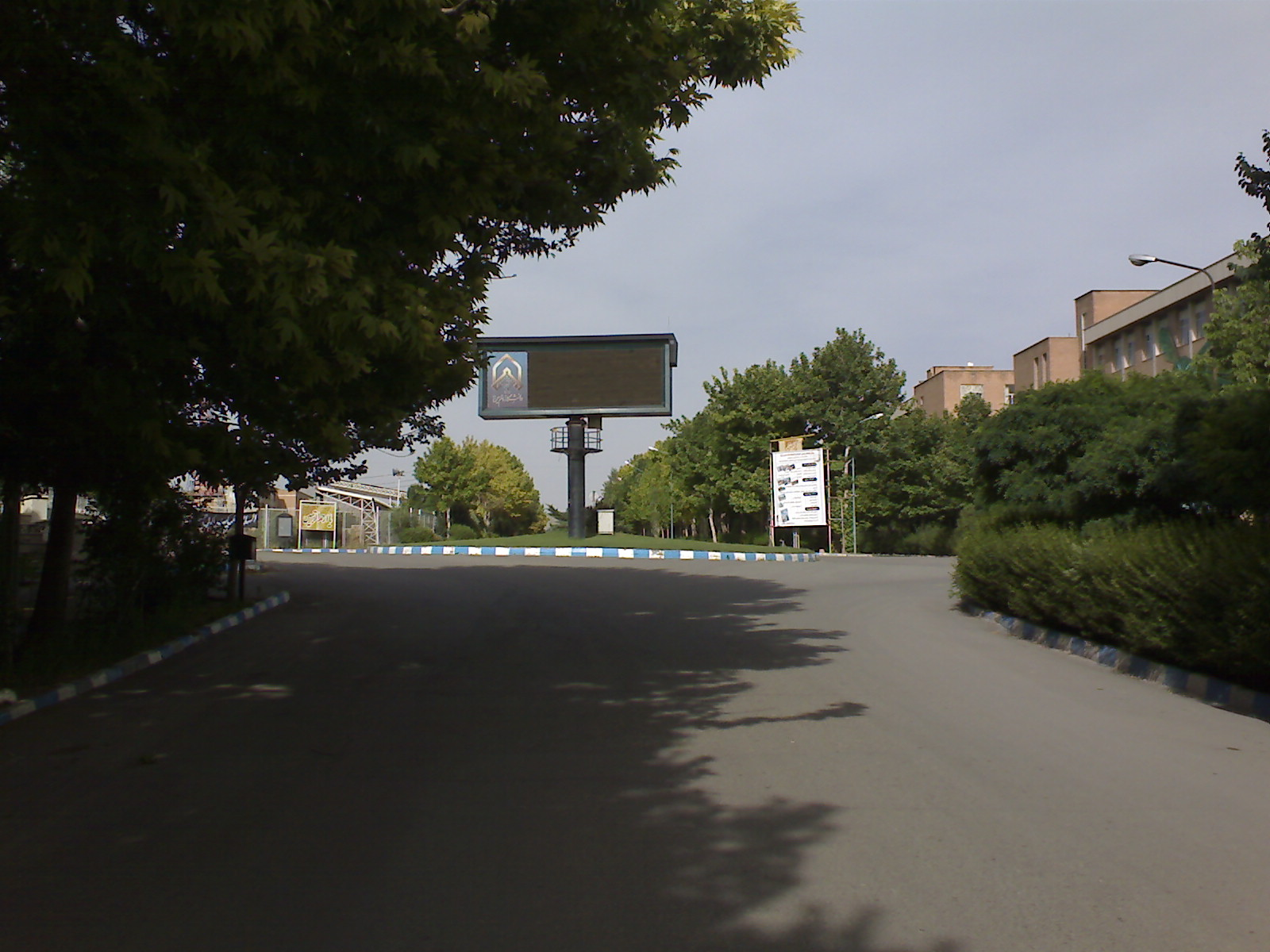
جامعة امام حسین.

جامعة إمام حسین (بالفارسية: دانشگاه امام حسین) هي جامعة ومعهد أبحاث مختص بالهندسة والعلوم الطبيعية والإنسانية والعسکرية في إيران. تقع الجامعة في شمال شرق طهران. أسست الجامعة في العام 1986.

## التاريخ
تأسس مركز الإمام الحسين للتعليم العالي في عام 1986 مـ في طهران من قبل وزارة الثقافة والتعليم العالي آنذاك والذي يهدف إلى التعليم العالي وتدريب القوى العاملة، وإجراء البحوث العلمية اللازمة لحرس الثورة الإسلامية والبلاد والتوجيه العلمي لجامعات العلوم والتكنولوجيا لحرس الثورة الإسلامية.
تمّ الاعتراف علی هذا المرکز في 1987 في نظام التعليم العالي، باعتبارها جامعة شاملة تتشکّل من کليات العلوم والهندسة والعلوم الطبية والعلوم الإنسانية. في 1990 تم اعتماد علی «كلية العلوم العسكرية» بحسب الاحتياجات التدريبية وأضيف أيضا هذه الکلية إلى جامعة الإمام حسين رسميا. فتوسعت الجامعة والآن جامعة الإمام الحسين الشاملة لديها 10 الكليات ومعاهد الأبحاث أيضا
في عام 1995 تم الموافقة علی انفصال کلية العلوم الطبية وتشکيل الجامعة الطبية حيث بدأت الجامعة الطبية أنشطتها رسميا وأطلقت عليها اسم «جامعة بقية الله».

## البحوث
لديها فريق علمي وقسم الفيزياء النووية. برنامج الفيزياء النووية في جامعة الإمام الحسين واسعة بالقدر جامعة شريف التكنولوجية، وهو أقدم وأكبر الفيزياء النووية الرئيسية في البلاد. ولكن، ليست فقط المركز الرئيسي للابحاث النووية. كما أن لها مكانا للبحوث البيولوجية. جامعة الإمام الحسين البيولوجية الباب تجري الأبحاث الجرثومية.

## معرض صور

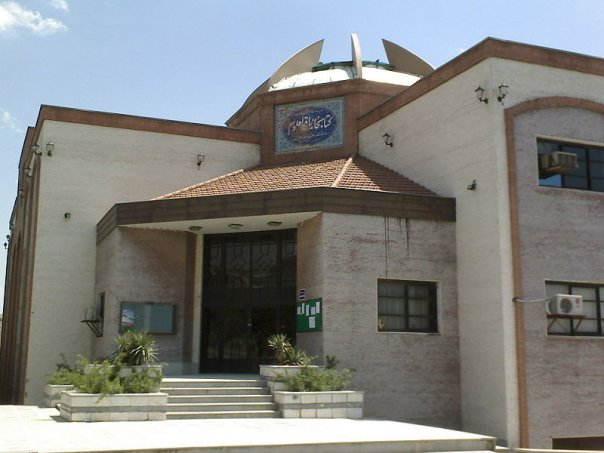
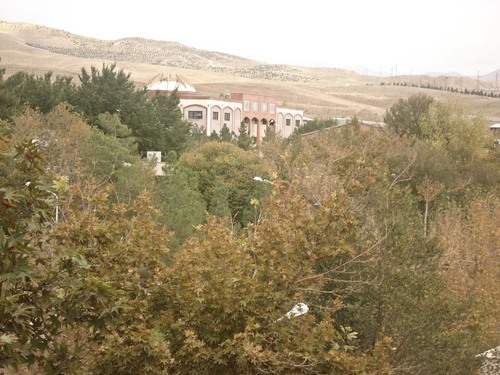
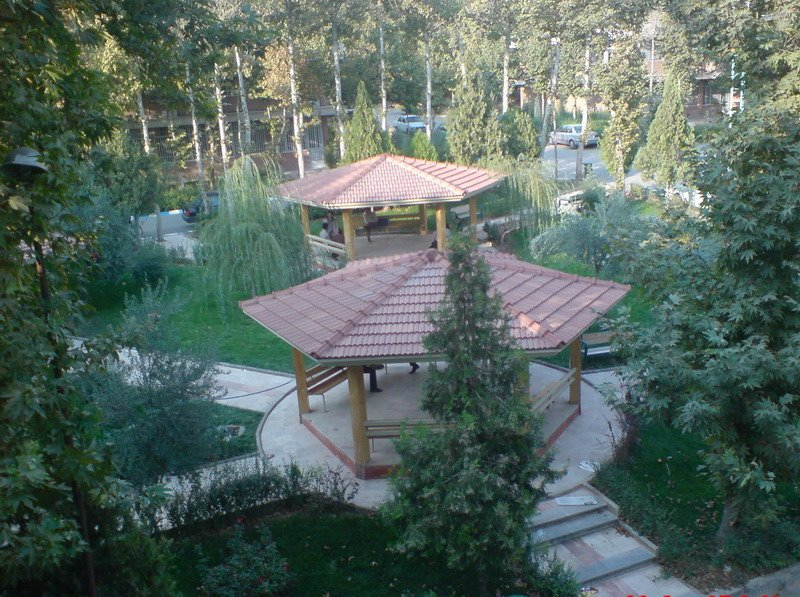